# Tropaeolum brachyceras
Tropaeolum brachyceras är en krasseväxtart som beskrevs av William Jackson Hooker och Arn. Tropaeolum brachyceras ingår i släktet krassar, och familjen krasseväxter. Inga underarter finns listade i Catalogue of Life.

## Bildgalleri

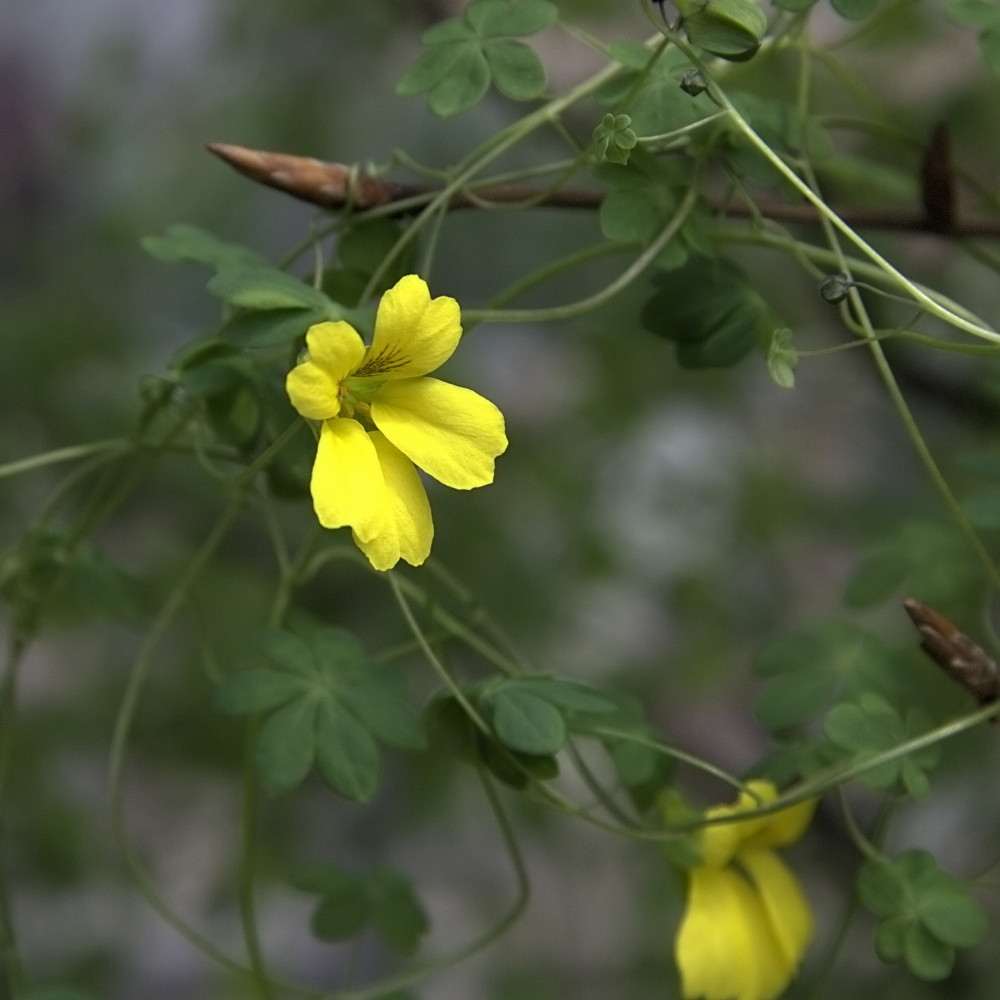
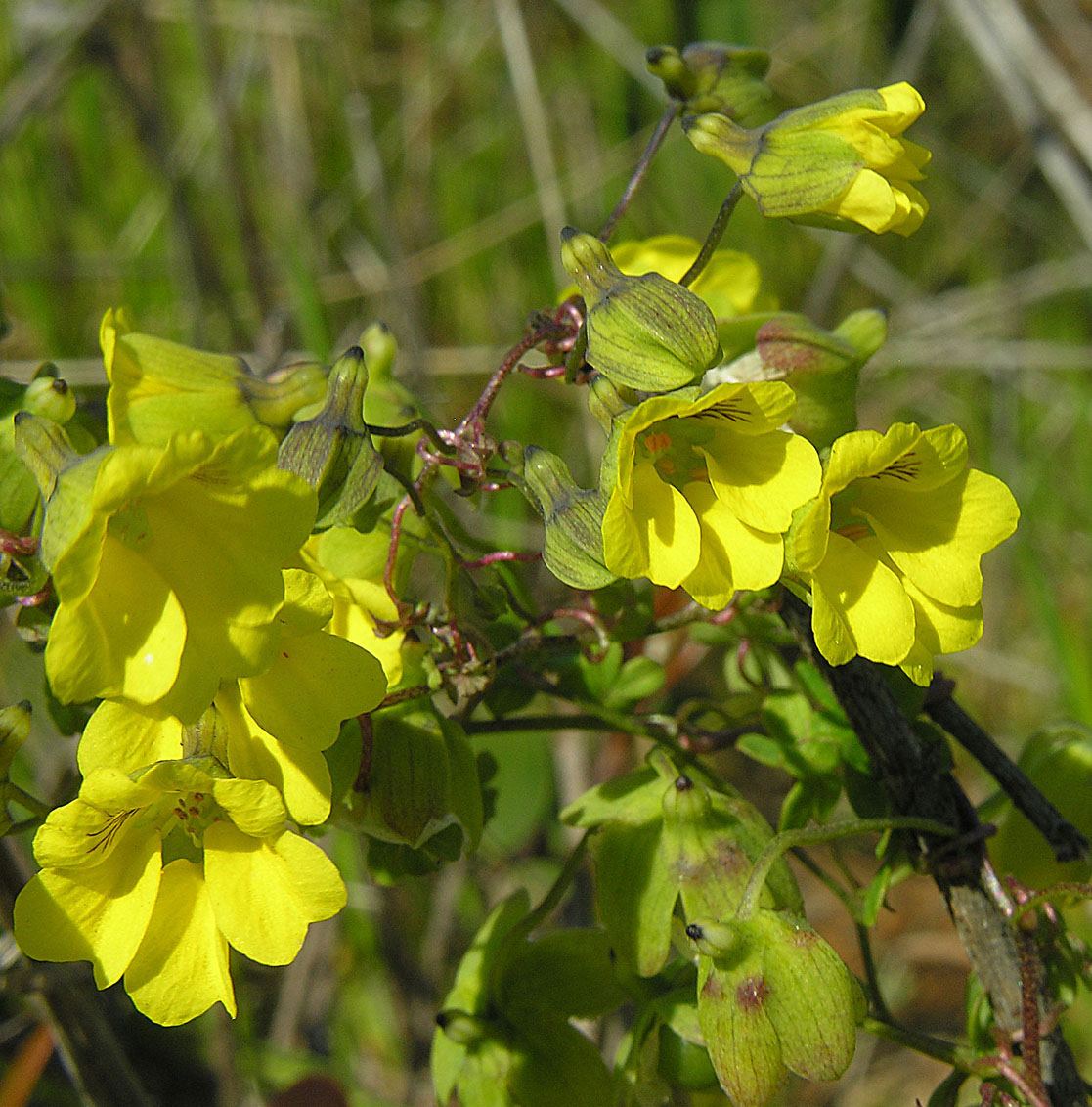
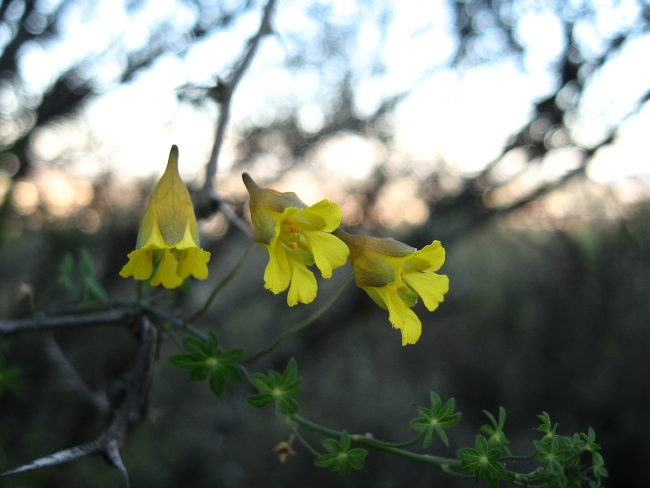
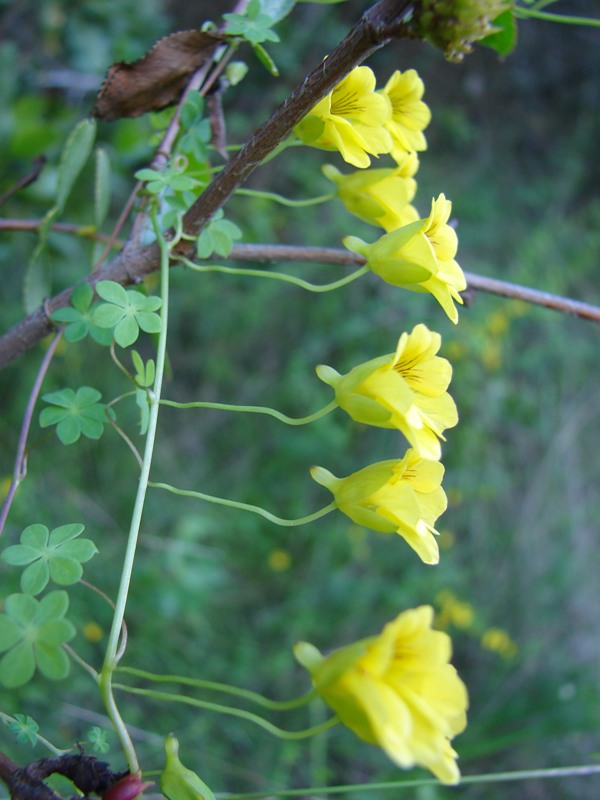
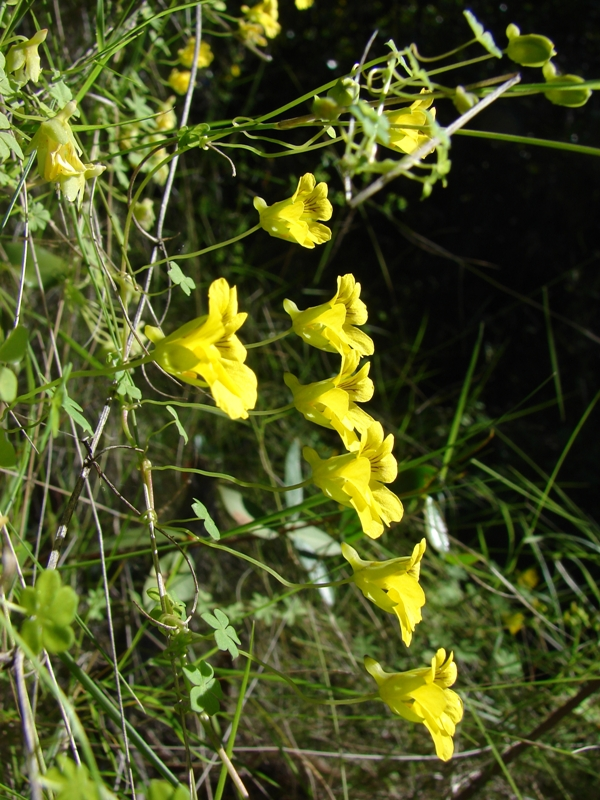
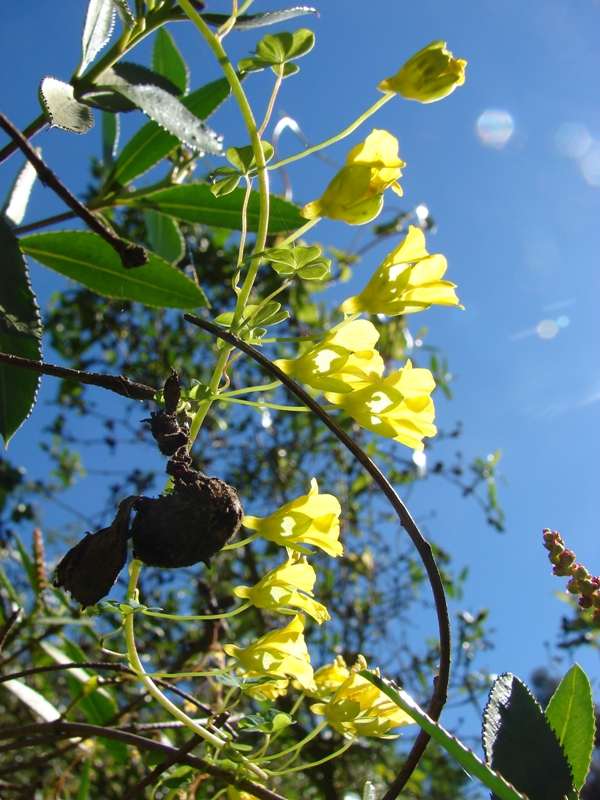